# Aconitum zuccarinii
Aconitum zuccarinii är en ranunkelväxtart som beskrevs av Takenoshin Nakai. Aconitum zuccarinii ingår i släktet stormhattar, och familjen ranunkelväxter. Inga underarter finns listade i Catalogue of Life.